# 黄紫玉
黄紫玉（1942年—），汉族，中华人民共和国政治人物、第十一届全国政协委员。
担任北京海外联谊会顾问、香港恒丰有限公司董事长。2008年，当选第十一届全国政协委员，代表中华全国妇女联合会，分入第十九组。并担任港澳台侨委员会专委。